# Fontaine Charles Buls
La fontaine Charles Buls (en néerlandais : Karel Bulsfontein) est un monument érigé en 1981-1987 à Bruxelles en hommage à Charles Buls (1837-1914), bourgmestre de 1881 à 1899 de la ville de Bruxelles, capitale de la Belgique, et grand défenseur des arts et du patrimoine bruxellois.

## Localisation

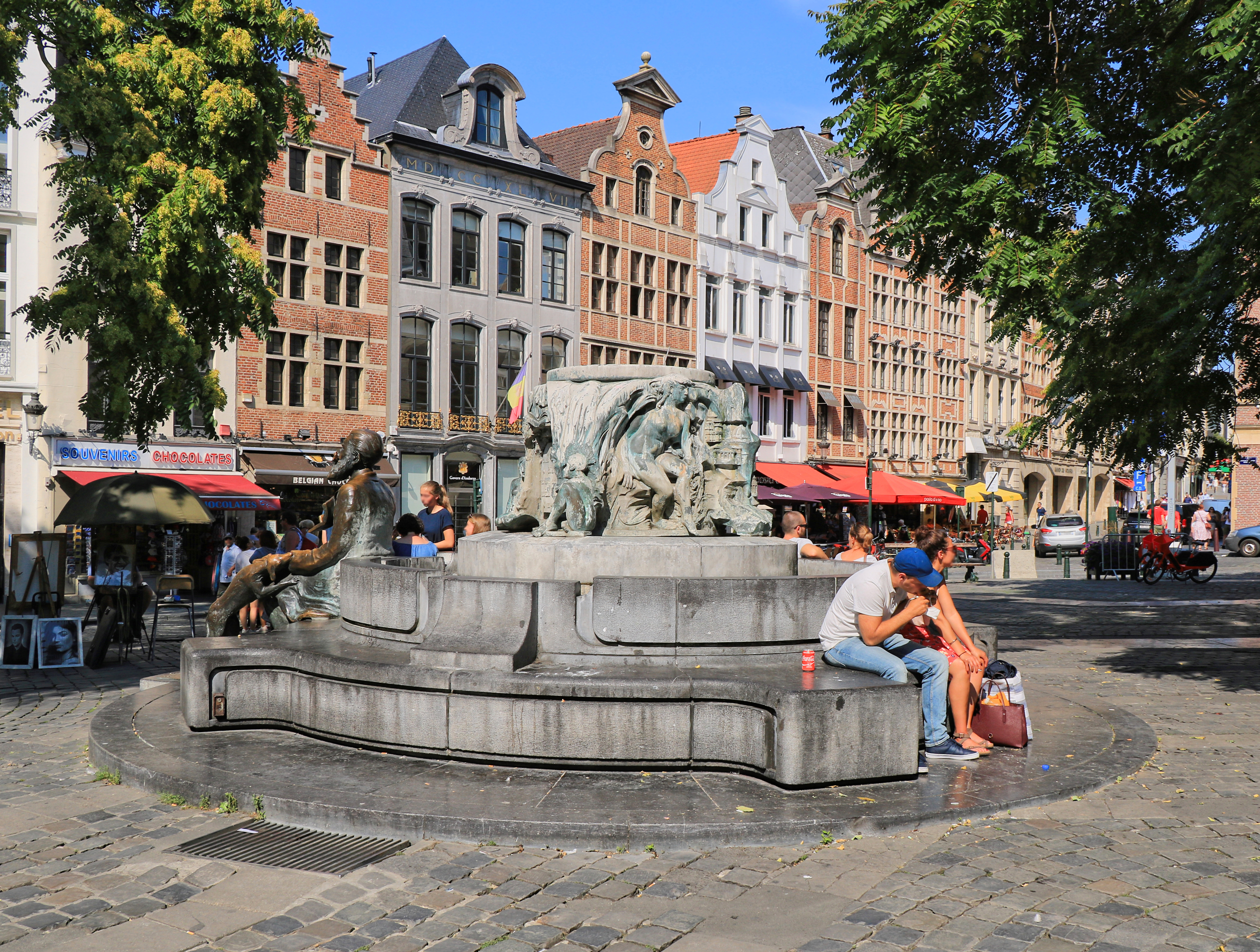
La fontaine Charles Buls, un lieu convivial au cœur de Bruxelles.

La fontaine se dresse au centre de la place triangulaire qui termine la rue du Marché aux Herbes à l'est, à la jonction avec la rue de la Montagne (parfois appelée place Agora).
Dans le dos de Charles Buls se situent le Brussels Comics Museum et l'accès à la galerie Horta et à la gare de Bruxelles-Central.

## Historique
La fontaine est l'œuvre du sculpteur Henri Lenaerts (1923-2006), de Molenbeek,,,.
Elle est inaugurée en 1987, à l'occasion du 150ème anniversaire de la naissance de Charles Buls (1837-1914),.
En 2019, la fontaine « ne peut pas être mise en route car la vasque présente trop de fissures. Cette fontaine doit faire l'objet d'une restauration très approfondie qui devrait être étudiée dans le cadre du réaménagement prévu de la place ». 

## Description

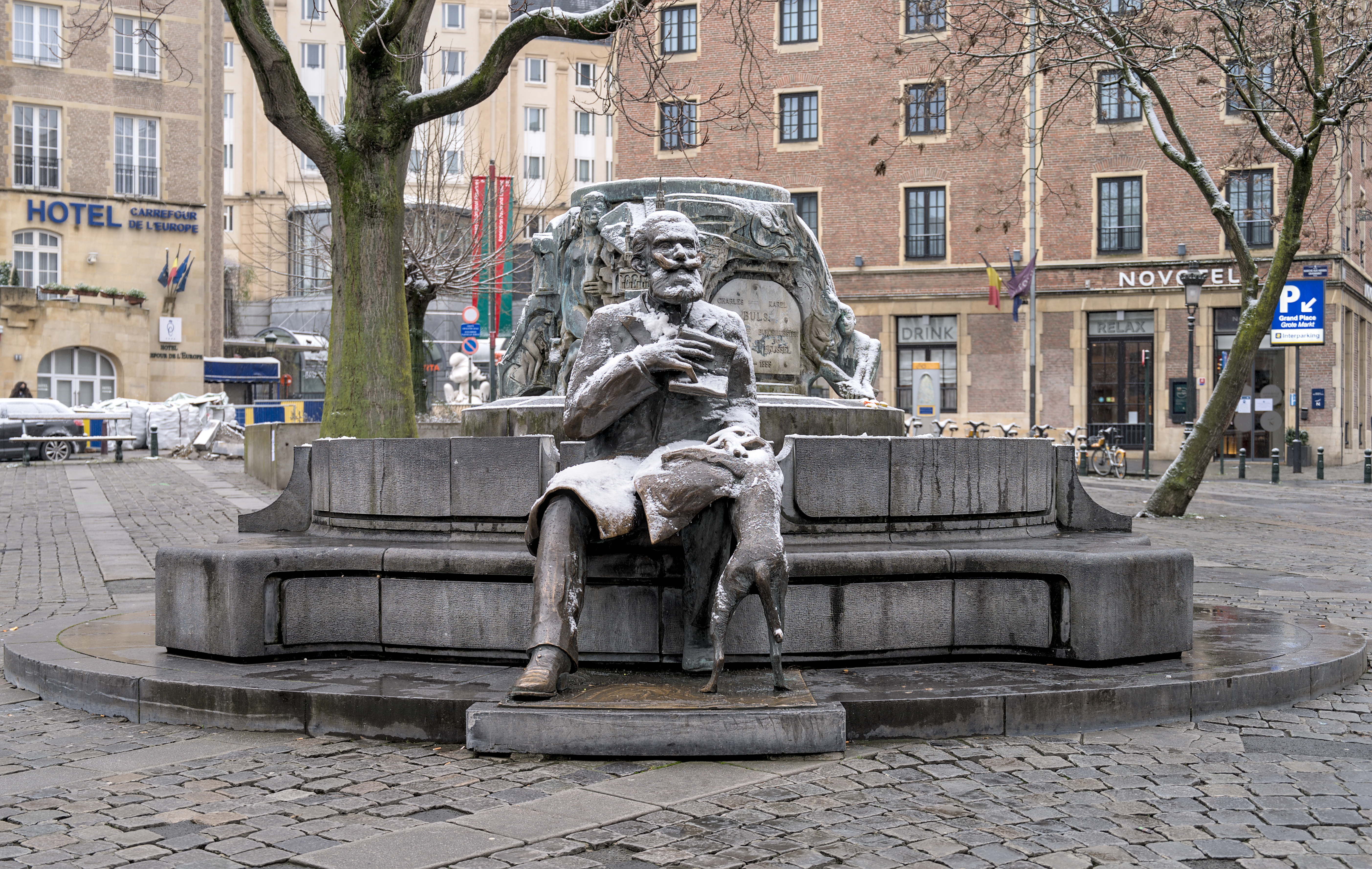
La fontaine en hiver.

Charles Buls est représenté assis, un livre à la main, sur le banc de pierre qui entoure la fontaine tandis qu'un chien joue à mordiller la manche de son manteau, une probable référence à la politique que Buls a instaurée contre les chiens de rue qui infestaient la capitale à la fin du XIXe siècle,,,.
Charles Buls voulait à tout prix être à l'écoute de ses concitoyens et c'est pourquoi le sculpteur Henri Lenaerts l'a représenté assis sur le bord d'une fontaine et non inaccessible au sommet d'un piédestal.
La statue de Charles Buls regarde en direction de la Grand-Place de Bruxelles, distante de quelques centaines de mètres, et fait face à plusieurs maisons de style baroque de la rue du Marché aux Herbes où il habita et exerça, comme son père, le métier d'orfèvre avant de devenir bourgmestre de Bruxelles,,.
Le centre de la fontaine est orné de bas-reliefs en bronze qui évoquent la Grand-Place et la porte de Hal, sauvegardées et restaurées sous le maïorat de Charles Buls, ainsi que les temps forts des voyages qu'il accomplit en Italie et en Grèce (Rome, Florence, Pompéi et Athènes) pour compléter sa formation artistique,,,,.
Le socle porte une plaque à la mémoire de Charles Buls :
Charles Buls

Karel Buls

Bourgmestre de Bruxelles

Burgemeester van Brussel

1881 - 1899

Fontaine Charles Buls
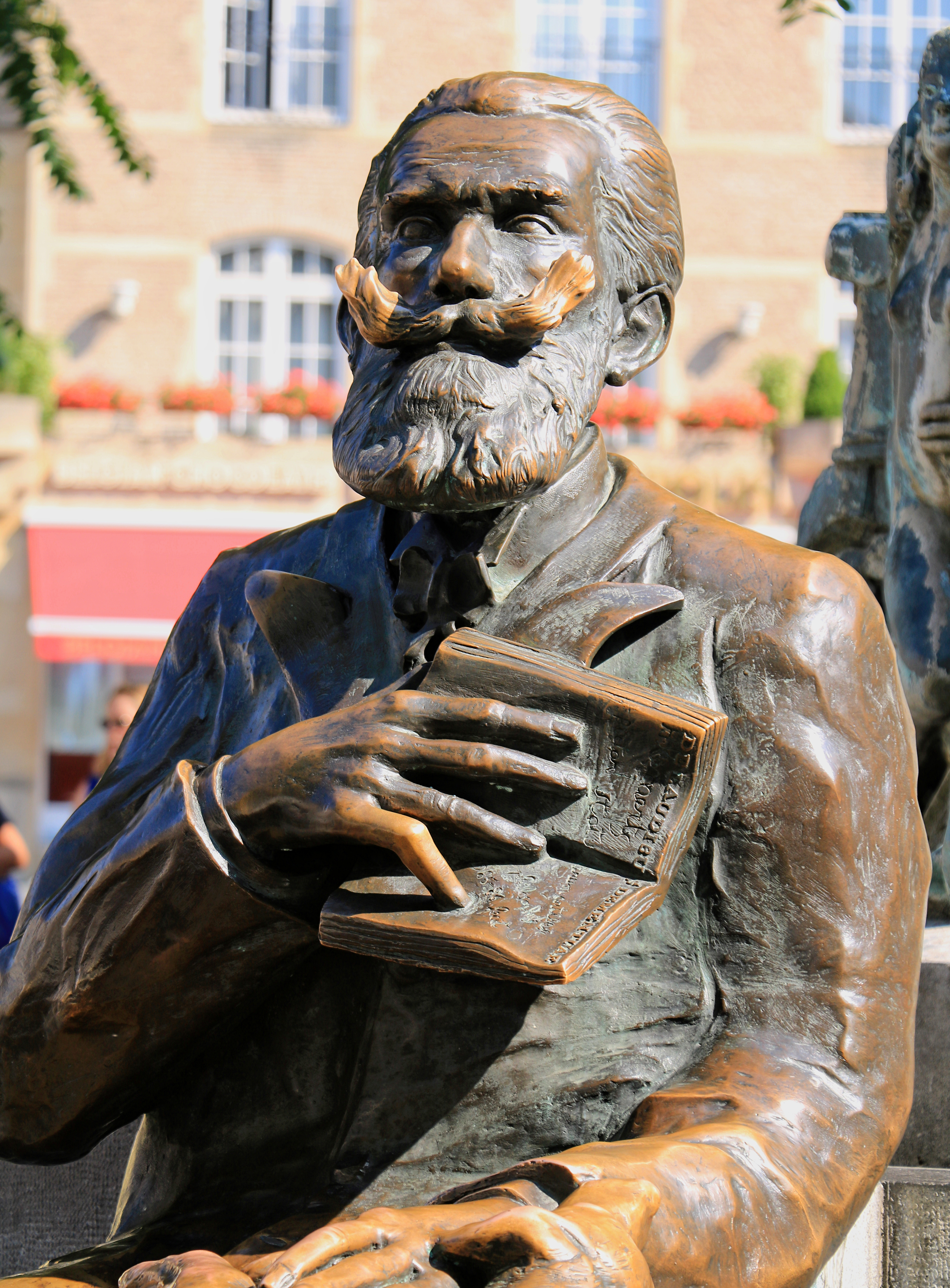
Charles Buls et son livre.
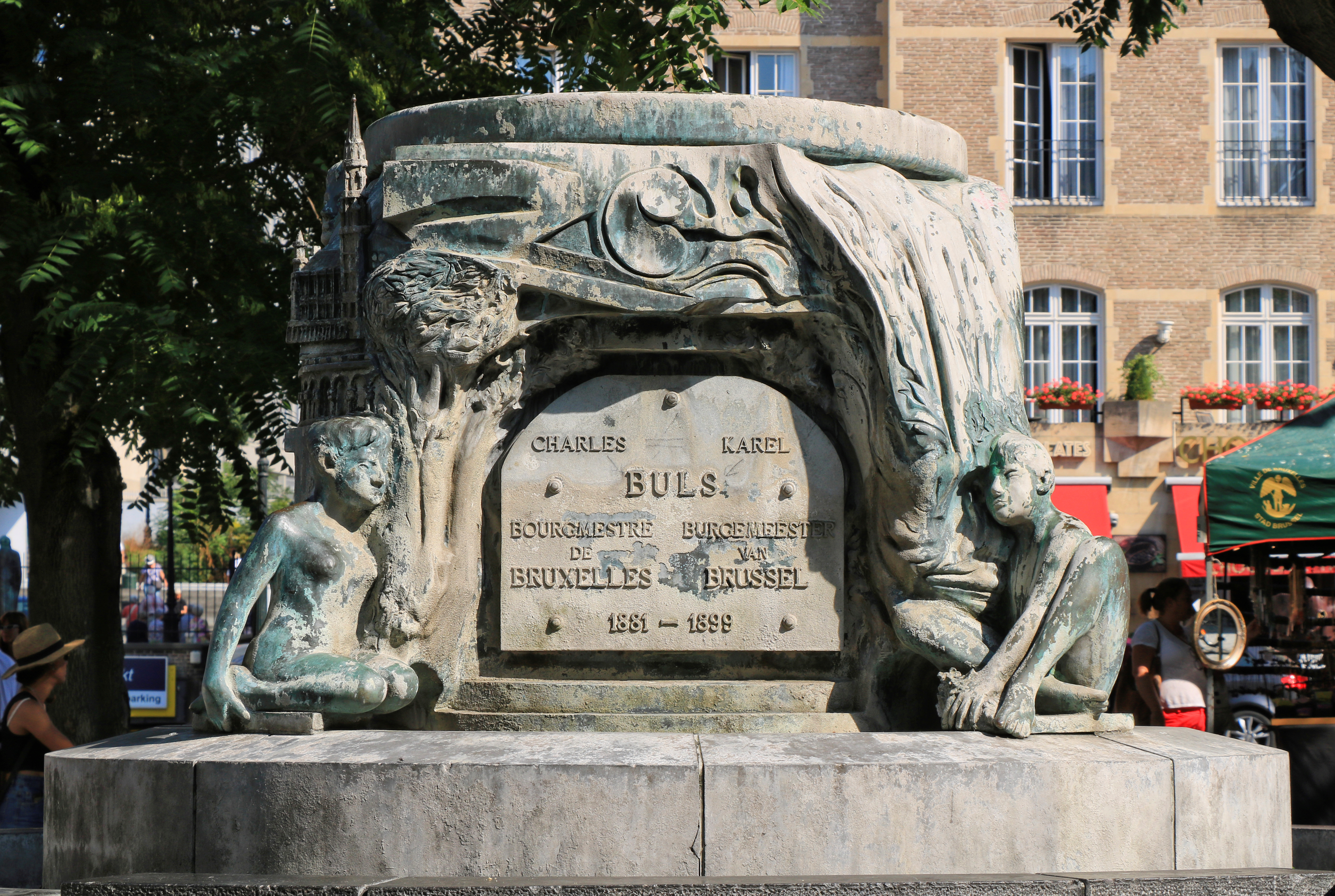
Plaque.
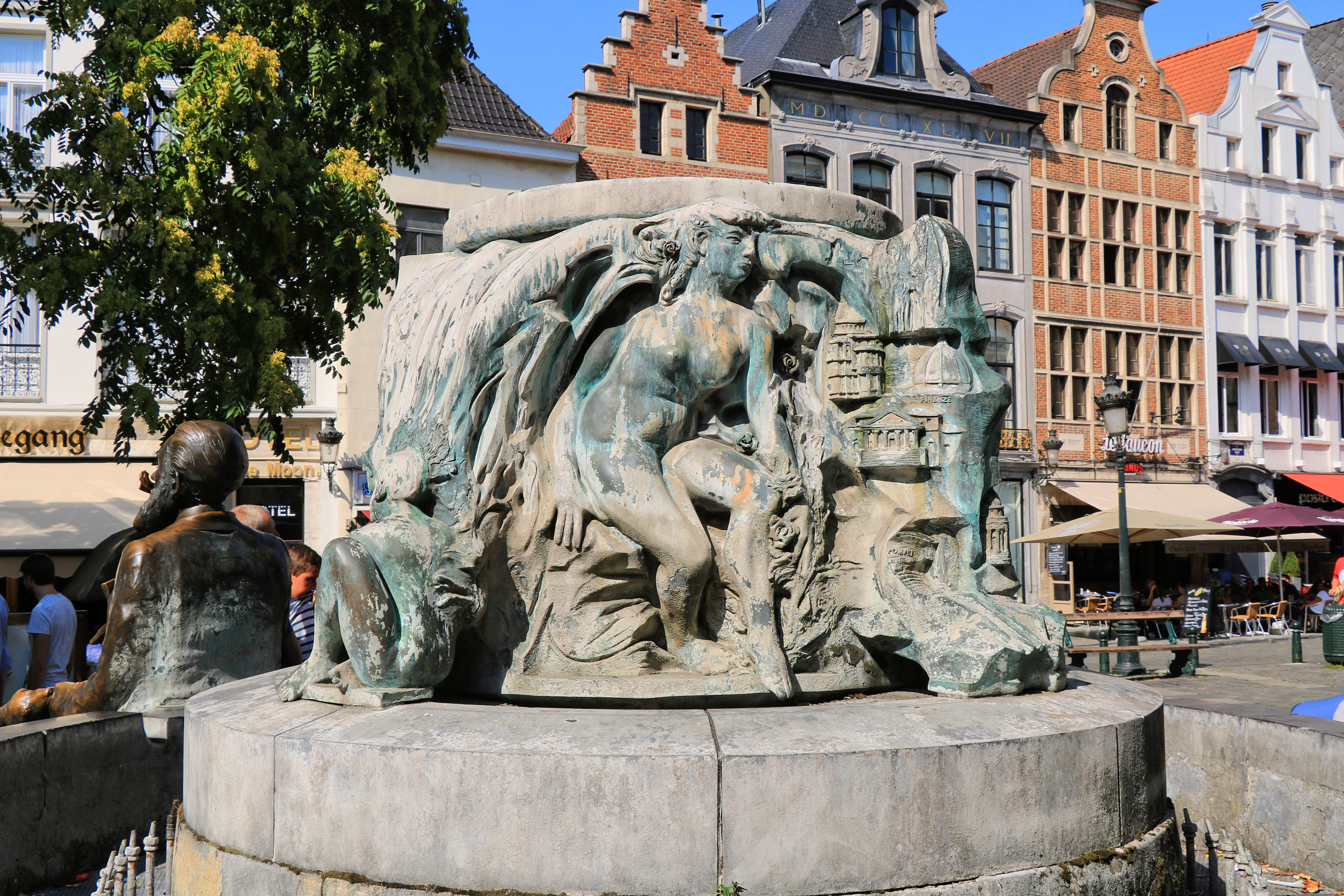
Bas-relief.
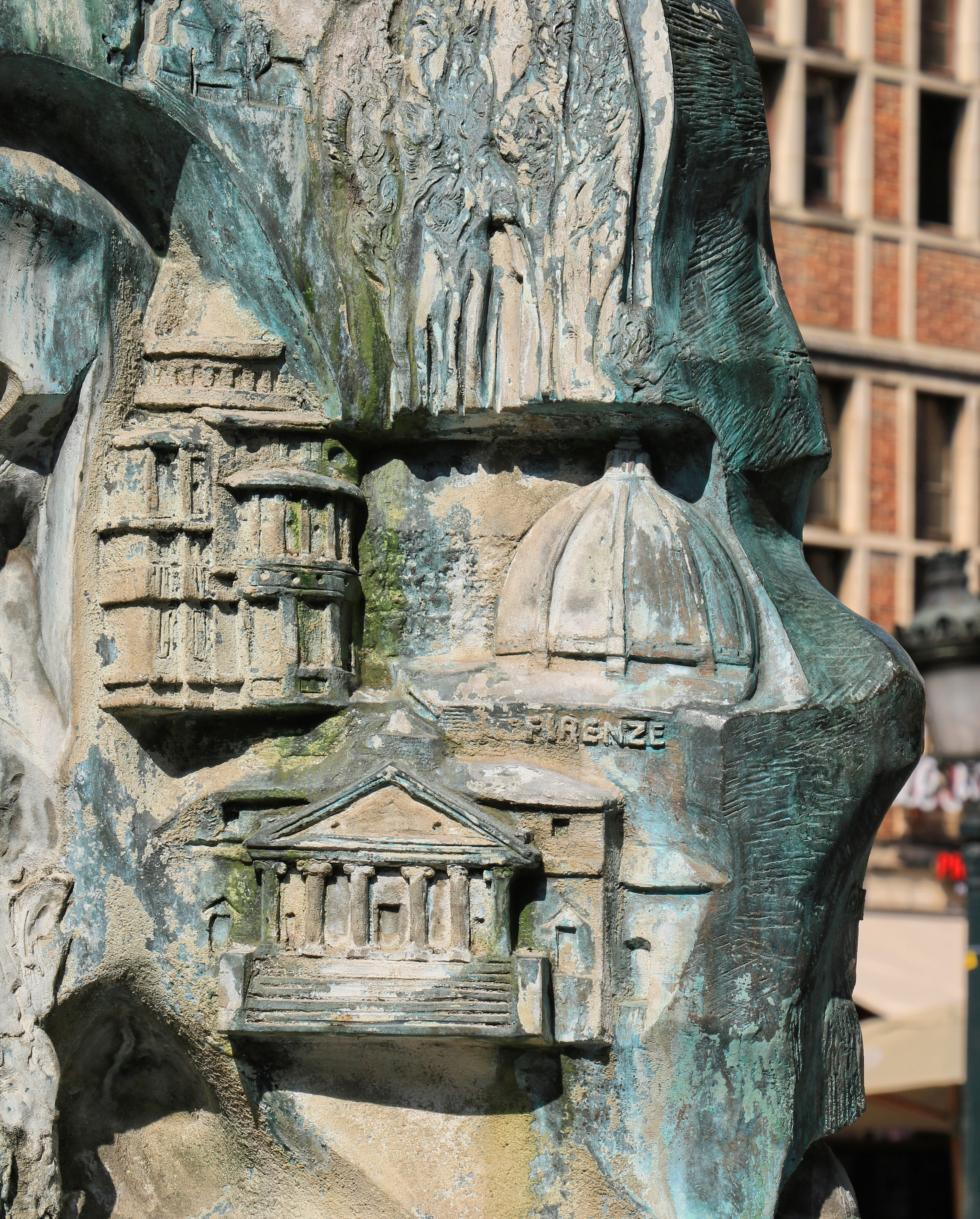
Souvenirs de Grèce et d'Italie.
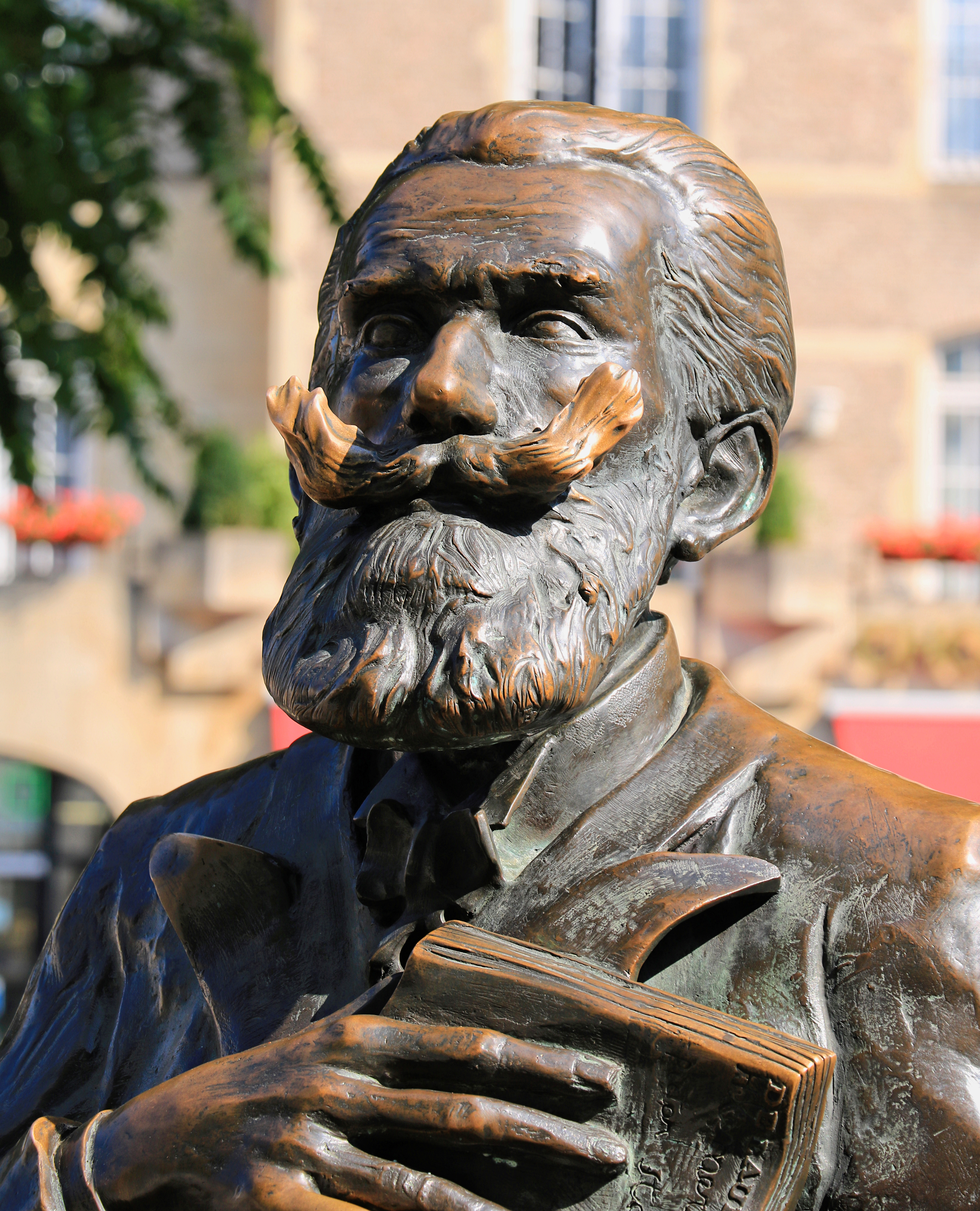
Portrait de Buls.